# Liz Rijsbergen
Liz Rijsbergen (Leiderdorp, 14 februari 2002) is een Nederlands voetbalster die als aanvalster uitkomt voor PSV in de Vrouwen Eredivisie.

## Clubcarrière
Rijsbergen begon met voetballen bij Voorschoten '97 en maakte met ingang van het seizoen 2018/19 de overstap naar het Beloftenelftal van ADO Den Haag. Sinds het seizoen 2020/21 komt zij uit voor ADO Den Haag in de Nederlandse Vrouwen Eredivisie. Haar debuut in de eredivisie maakte ze op 6 september 2020 in de uitwedstrijd tegen PEC Zwolle. In mei 2023 maakte FC Twente bekend dat Rijsbergen in de zomer van 2023 de overstap naar FC Twente zal maken.
Rijsbergen maakte haar debuut voor de Tukkers in een wedstrijd om de supercup op 2 september 2023 tegen Ajax. In minder dan één minuut wist ze haar debuut te bekronen met een doelpunt in de wedstrijd die uiteindelijk met 5-2 werd gewonnen. In haar eredivisiedebuut tegen Telstar op 16 september 2023 wist Rijsbergen ook gelijk twee keer tot scoren te komen. Door tot scoren te komen in een uitwedstrijd tegen PEC Zwolle op 10 februari 2024 wist Rijsbergen de dubbele cijfers te halen in doelpuntenaantal.
In een wedstrijd tegen FC Utrecht liep Rijsbergen een knieblessure op waardoor ze het einde van het seizoen 2023/24 en een groot deel van het seizoen 2024/25 moest missen. In februari 2025 keerde ze weer terug op het trainingsveld van FC Twente. Rijsbergen maakte haar rentree in de halve finale van de KNVB Beker 2024/25 tegen SV Saestum, door in de 46ste minuut in te vallen voor Amanda Andradóttir. Tijdens haar rentree in de eredivisie tegen Ajax wist Rijsbergen gelijk tot scoren te komen. Ze werd opnieuw landskampioen met FC Twente en wist eveneens de KNVB Beker te winnen. Na afloop van een Eredivisie Cupwedstrijd tegen FC Utrecht maakte FC Twente bekend dat Rijsbergen ging vertrekken uit Enschede na het seizoen 2024/25. Na haar vertrek uit Enschede tekende Rijsbergen een driejarig contract bij concurrent PSV.

### Statistieken
| Seizoen | Club         | Competitie         | Competitie | Competitie | Beker | Beker | Overig | Overig | Totaal | Totaal |
| Seizoen | Club         | Competitie         | Wed.       | Dlp.       | Wed.  | Dlp.  | Wed.   | Dlp.   | Wed.   | Dlp.   |
| ------- | ------------ | ------------------ | ---------- | ---------- | ----- | ----- | ------ | ------ | ------ | ------ |
| 2020/21 | ADO Den Haag | Vrouwen Eredivisie | 20         | 4          | 3     | 1     | 3      | 0      | 25     | 5      |
| 2021/22 | ADO Den Haag | Vrouwen Eredivisie | 22         | 8          | 3     | 2     | 3      | 0      | 28     | 10     |
| 2022/23 | ADO Den Haag | Vrouwen Eredivisie | 20         | 11         | 3     | 4     | 0      | 0      | 13     | 0      |
| 2023/24 | FC Twente    | Vrouwen Eredivisie | 20         | 10         | 1     | 1     | 5      | 3      | 26     | 14     |
| 2024/25 | FC Twente    | Vrouwen Eredivisie | 3          | 2          | 2     | 0     | 1      | 1      | 6      | 3      |
| 2025/26 | PSV          | Vrouwen Eredivisie | 0          | 0          | 0     | 0     | 0      | 0      | 0      | 0      |
| Totaal  | Totaal       | Totaal             | 86         | 35         | 12    | 8     | 12     | 4      | 110    | 47     |

Bijgewerkt t/m 4 augustus 2025.

## Interlandcarrière
Rijsbergen speelde in totaal 28 wedstrijden voor Nederland -20 en Jong Oranje. Ze scoorde zes interlanddoelpunten.